# Садко, Владимир Иванович

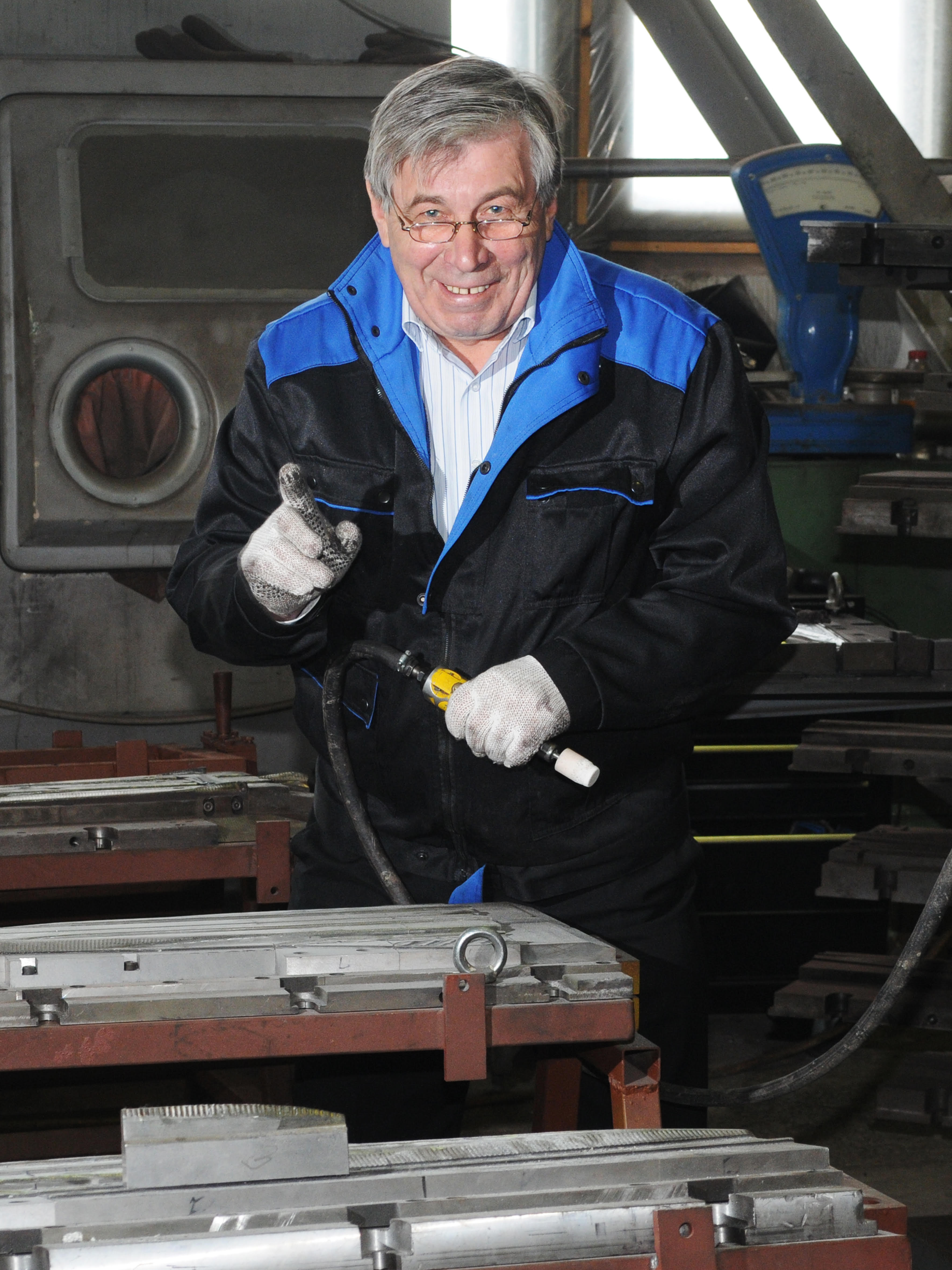
в научной лаборатории 2012 год

Садко Владимир Иванович (белор. Садко Уладзiмiр Iванавiч); (7 октября 1948, Минск, Белорусская ССР, СССР — 1 августа 2020, Минск, Республика Беларусь) — белорусский учёный в области машиностроения, кандидат технических наук (1982), лауреат Государственной премии Белорусской ССР в области техники (1984).
Владимир Садко родился в 1948 году в Минске в многодетной семье служащих. Отец — Садко Иван Петрович, участник Великой Отечественной войны, работал на минской обойной фабрике, мать — Садко Александра Дмитриевна, бухгалтер.
После получения базового образования в школе, Владимир Садко обучался в профессионально-техническом училище по специальности «модельщик по металлическим моделям», которое закончил с отличием в 1967 году. Трудовой путь Владимира Садко начался на Минском заводе отопительного оборудования. После службы в рядах Советской Армии Владимир Садко трудился в монтажном тресте «Монтажспецстрой» МСС БССР и одновременно получал высшее инженерное образование на вечернем отделении механико-технологического факультета Белорусского Политехнического Института.
В 1971 году Владимир Садко был принят на должность старшего техника Центрального конструкторского бюро с открытым производством Академии Наук БССР, а в 1976 году был переведен в Специальное конструкторское бюро с открытым производством Физико-технического института (ФТИ) Академии Наук БССР. В этот периода началась активная научная деятельность Владимира Садко.
В 1984 году в составе коллектива авторов Владимир Садко был удостоен звания Лауреат государственной премии Белорусской ССР в области техники за исследование процесса поперечно-клиновой прокатки, разработку малоотходной технологии изготовления деталей сельскохозяйственных и других машин, создание и внедрение высокопроизводительных автоматизированных комплексов на предприятиях республики и страны.
На базе научных исследований, проведенных в ФТИ АН БССР в 1985 году Владимир Садко защитил кандидатскую диссертацию по теме «Исследование и совершенствование технологии поперечно-клиновой прокатки». Научными руководителями Владимира Садко являлись доктор технических наук Макушок Е. М. и кандидат технических наук Щукин В. Я. Впоследствии диссертация Владимира Садко легла в основу курса обучения поперечно-клиновой прокатке студентов Белорусского Политехнического Института.
За годы работы в Физико-техническом институте Академии Наук БССР Владимиром Садко было сделано множество открытий и изобретений в области поперечно-клиновой прокатки, индукционного нагрева и автоматизации оборудования, написано более 60 научных трудов, запатентовано более 80 изобретений. В 80х годах XX века Владимир Садко участвовал во внедрении научных разработок ФТИ АН БССР на предприятиях Болгарии.
С 1989 года Владимир Садко работал в должности заместителя проректора по науке Белорусского Политехнического Института, где продолжил свои научные исследования.
В 1994 году Владимир Садко основал ЗАО «Белтехнология и М», на базе которого организовал научные изыскания и производство наукоемкой продукции — станов поперечно-клиновой прокатки, индукционных нагревателей и автоматических систем производства. Со временем ЗАО «Белтехнология и М» фактически стало научной лабораторией для разработки и испытания новых технологий в области машиностроения.
Во второй половине 90х годов XX века станы поперечно-клиновой прокатки, производства ЗАО «Белтехнология и М» неоднократно экспонировались на Ганноверской промышленной выставке HANNOVER MESSE (Германия), на всемирно известной промышленной выставке EMO в Ганновере, в Чикаго (США), в Лионе (Франция), в Брно (Чехия), в Бильбао (Испания), в Измире (Турция), что способствовало расширению популярности белорусской школы поперечно-клиновой прокатки. Продукция ЗАО «Белтехнология и М» получила высокую оценку сотрудников Института станков и технологий формовки им. Фраунгофера (Германия) и Института обработки металлов давлением (Познань, Польша).
Основными видами продукции ЗАО «Белтехнология и М», созданными при непосредственном участии Владимира Садко являются станы поперечно-клиновой прокатки; технологические линии производства мелющих шаров; автоматические установки индукционного нагрева; автоматические загрузочные устройства на базе бункеров шиберного, элеваторного, шагающего типа; технологическая оснастка штамповки и поперечно-клиновой прокатки.
Продукция ЗАО «Белтехнология и М» успешно работает в США, Канаде, Мексике, Испании, Турции, Литве, Польше, Чехии, Украине и России. Автоматические линии на базе станов поперечно-клиновой прокатки функционируют на заводах EATON (США), КАМАЗ, АвтоВаз (Россия), FORJA DE MONTERREY (Мексика), THK RHYTHM AUTOMOTIVE (Канада)https://www.youtube.com/channel/UCp-ExyYgatPT36POauKJoKA/featured.
В 2007 году была опубликована монография Владимира Садко «Поперечно-клиновая прокатка: руководство к практическому применению». В монографии приводятся сведения по разработке технологических процессов поперечно-клиновой прокатки, клинового инструмента, наладки инструмента, выбору оборудования, включены ранее не публиковавшиеся результаты исследований, представлен 30-летний авторский опыт по разработке оборудования и технологических процессов.
Владимир Садко внес значительный научный вклад в развитие процесса поперечно-клиновой прокатки:
‒ исследовал геометрию контактной поверхности заготовки и клинового инструмента, её оптимизацию по условию улучшения качества поверхности прокатанных изделий; разработал алгоритм расчета площади контакта;
‒ определил составляющие усилия поперечно-клиновой прокатки;
‒ впервые экспериментально методом тензометрии построил эпюру трения на поверхности при прокатке; установил зоны опережения и отставания в зоне контакта;
‒ изучил осевое натяжение заготовки при прокатке, её воздействие на качество поковки и условие устойчивого протекания процесса; разработал критерий точного формообразования, обеспечивающий минимальные значения эллипсности, конусности и утонения прокатываемого стержня заготовки;
‒ разработал новую конструкцию стана поперечно-клиновой прокатки, основанную на расположении рычагов стана в форме параллелограмма. Преимущество конструкции заключается в возможности регулировать закрытую высоту стана, не останавливая автоматический процесс прокатки;
‒ разработал новую конструкцию стана поперечно-клиновой прокатки с двумя подвижными ползунами с применением газовой смазки;
‒ разработал технологические основы процесса поперечно-клиновой прокатки несимметричных заготовок;
‒ разработал технологию производства горного инструмента для добычи угля, калийных удобрений и дорожного строительства;
— разработал технологию производства путевых шурупов для железнодорожного полотна;
— разработал технологию производства мелящих шаров для шаровых мельниц в горнодобывающей промышленности;
— разработал технологию производства заготовок валов коробок передач для грузовых и легковых автомобилей;
— разработал технологию прокатки стали, алюминия, бронзы, титана;
‒ разработал технологию прокатки вагонных осей в трехклетьевом стане поперечно-клиновой прокатки.
До конца своих дней Владимир Садко продолжал научные изыскания и осуществлял руководство ЗАО «Белтехнология и М».